# Sakya-Kloster

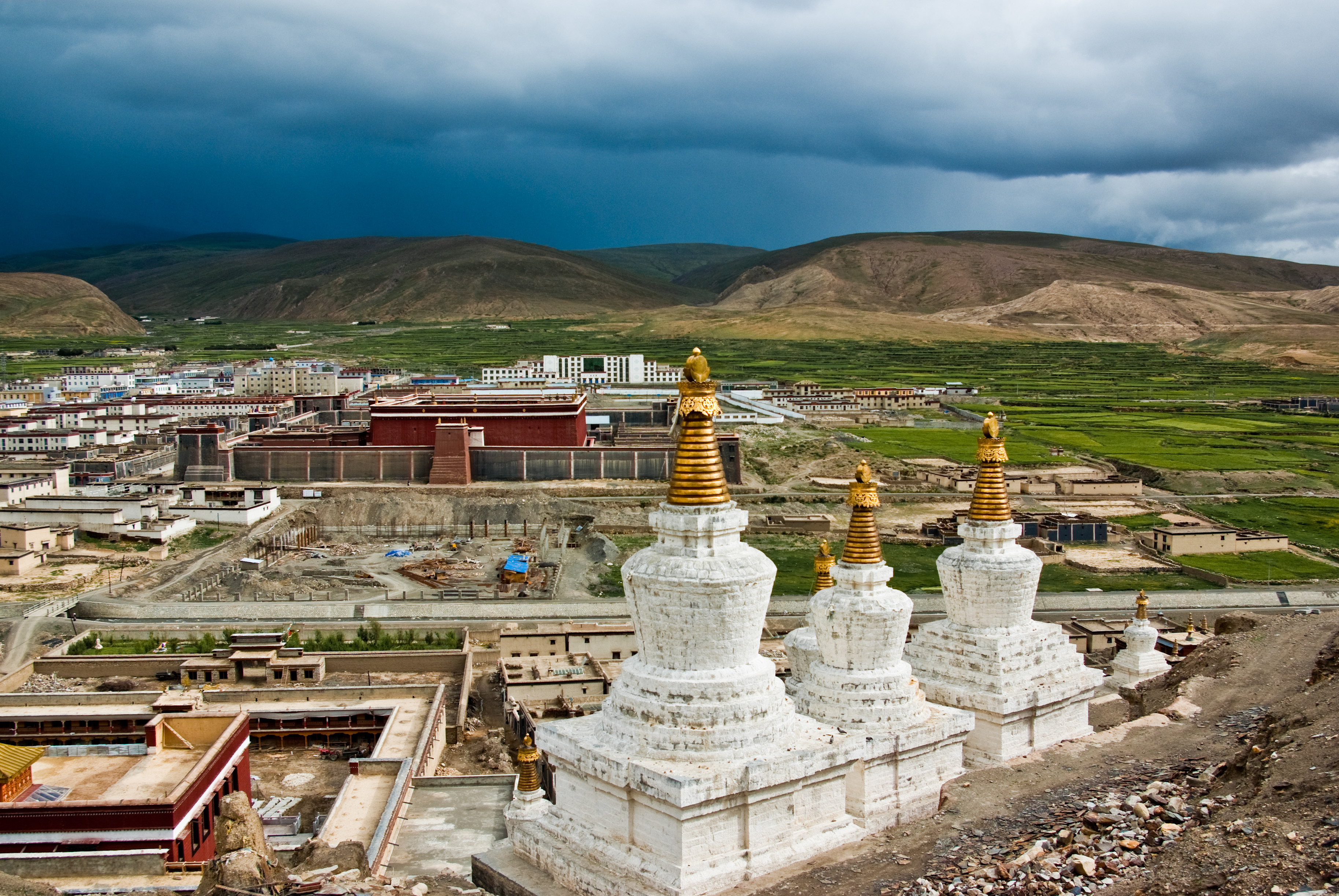
Sakya-Kloster

Das Kloster Sakya (tib.: sa skya dgon pa oder sa skya gdan sa, dt. ‚Kloster auf dem Ort Hellgraue Erde‘) ist ein bedeutendes Kloster des Tibetischen Buddhismus. Es ist das Stamm- und Hauptkloster der gleichnamigen Sakya-Schule und bildete in der zweiten Hälfte des 13. Jahrhunderts und der ersten Hälfte des 14. Jahrhunderts das politische Zentrum Tibets. Von den ursprünglichen beiden Gebäudekomplexen dieses Klosters wurde der ältere Teil, das sogenannte Nordkloster, durch den Vandalismus der chinesischen Kulturrevolution nahezu völlig zerstört. Das weitgehend erhaltene, in der 2. Hälfte des 13. Jahrhunderts erbaute Südkloster ist wegen seiner architektonischen Gestaltung, seiner Bibliothek und der erhaltenen Wandmalereien ein bedeutendes Kulturdenkmal. Das als Festungsanlage der Mongolen-Zeit erbaute Südkloster blickt auf eine Geschichte von über sechshundert Jahren zurück.

## Lage
Das Sakya-Kloster liegt im gleichnamigen Kreis Sakya der heutigen Stadt Xigazê, Autonomes Gebiet Tibet, Volksrepublik China, auf einer Höhe von 4280 m. Vor 1960 war dieses Gebiet ein weitgehend selbständiges „Fürstentum“, das von den Throninhabern der Sakya-Schule regiert wurde. Das Sakya-Kloster ist 168 km vom Stadtbezirk Samzhubzê entfernt. Der Gebäudekomplex des in der Kulturrevolution zerstörten Nordklosters nördlich des Drum-Flusses (tib.: grum chu) war am Fuß des Berges Pönpori (dpon po ri) errichtet worden. Das erhaltene Südkloster befindet sich auf der nördlichen Seite des Drum-Flusses in Sichtweite des Nordklosters.

## Sakya-Schule und Sakya-Hegemonie
Die vom Sakya-Kloster ausgehende Schultradition Sakya ist neben den Nyingma, Kagyü und Gelug eine der vier großen Schulen des tibetischen Buddhismus. Das Kloster war eine Zeit lang das politische Zentrum Tibets. Einen Zeitabschnitt in der Periodisierung der Geschichte Tibets bildet die Zeit der Sakya-Hegemonie (1249–1354), die von der der Phagmodrupa abgelöst wurde.

## „Bunte Streifen-Sekte“
Im Sakya-Kloster wurden die Außenwände der großen Klostermauer des Südklosters mit senkrechten Farbstreifen der Farbe Rot als Symbol für den Bodhisattva Manjushri, Weiß als Symbol für den Bodhisattva Avalokiteshvara und Schwarz für den Bodhisattva Vajrapani versehen. Die gleiche farbliche Bemalung kennzeichnet auch die Häuser in den Dörfern der Anhänger der Sakya-Schule. Aus diesem Grunde ist die Sakya-Schultradition in China auch als die „Bunte Streifen-Sekte“ bekannt.

## Nordkloster und Südkloster
Das Sakya-Kloster wurde 1073 von Könchog Gyelpo (1034–1102) aus der tibetischen Adelsfamilie der Khön gegründet, der auch der Gründer der Sakya-Schultradition ist. Könchog Gyelpo entdeckte am Berghang des Benbori, dass das verwitterte Gestein hell glänzte, was als gutes Omen für eine Klostergründung galt, und gründete das sogenannte Nordkloster.

### Nordkloster (1073)

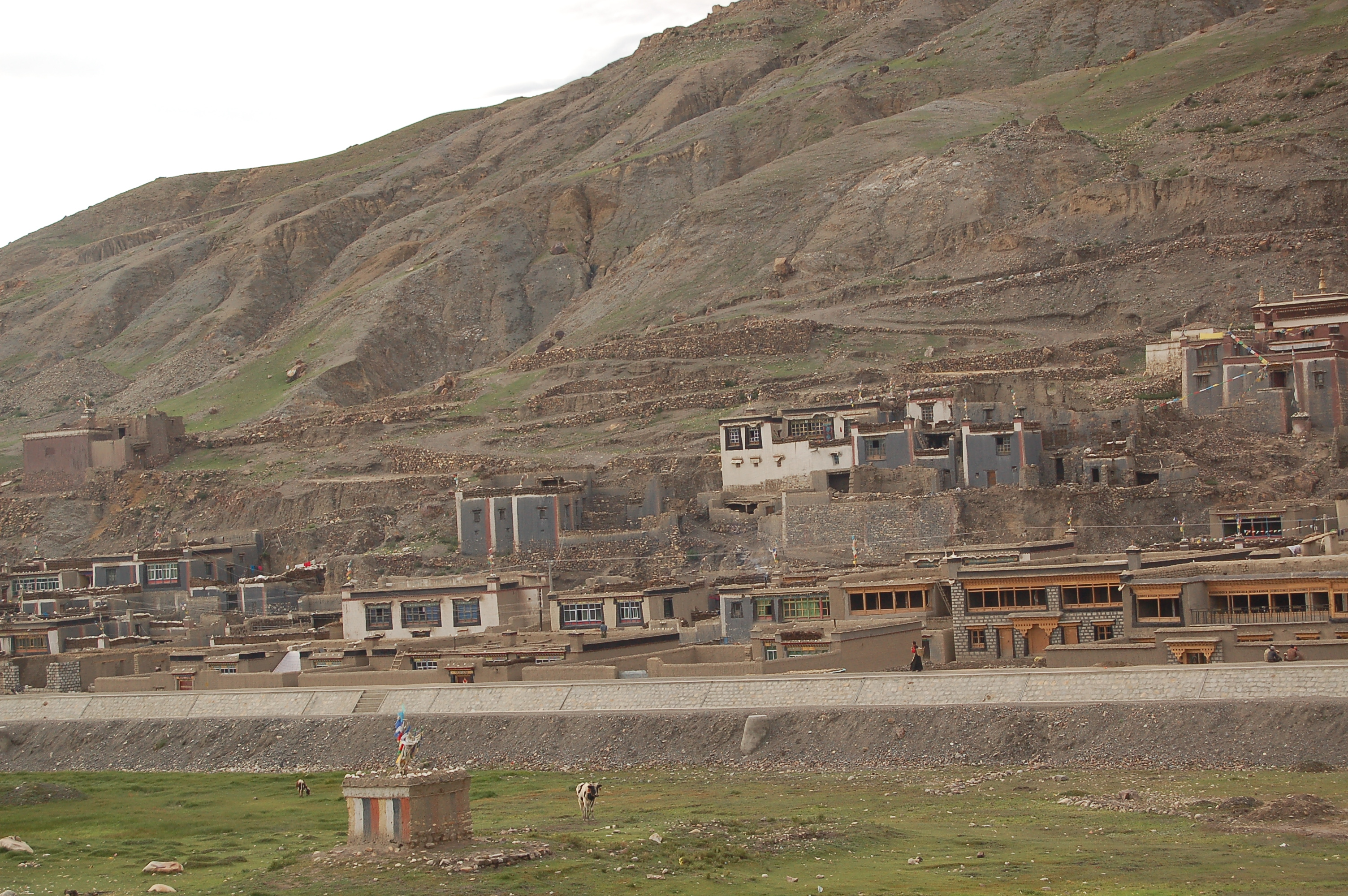
Teile des Nordklosters

Das großzügig angelegte Kloster am Nordufer des Flusses am Fuß des Berges ist zerstört.
Von den Hauptgebäuden des Nordklosters, zu denen die Hallen Wuze Lhakang, Shongya Lhakang und Kanggar Lhakang zählten, ist als das einzige in der Zeit der Mongolen-Dynastie errichtete Bauwerk die große zweistöckige Haupthalle erhalten.

### Südkloster (1268)

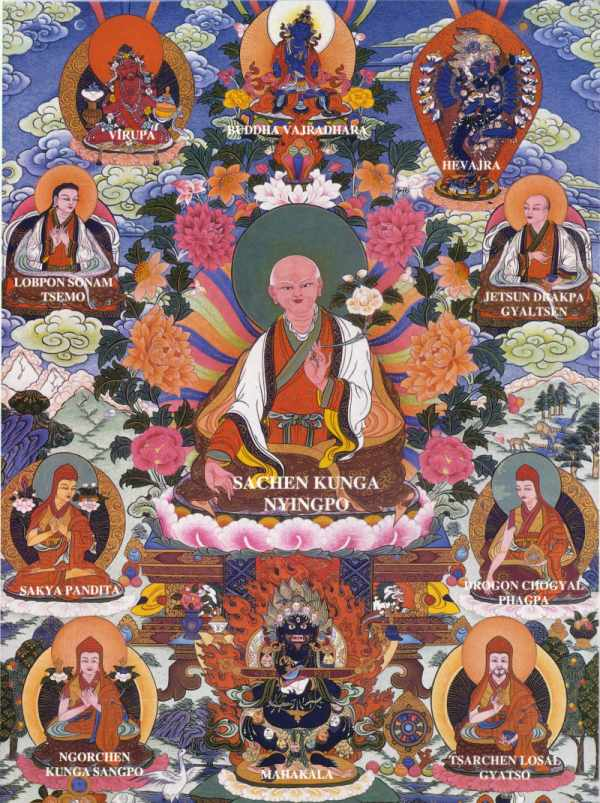
Sakya-Gründungsväter

Das Südkloster am Südufer des Flusses wurde von Phagpa (1235–1280), dem letzten der Fünf Sakya-Patriarchen (Sakya Gongma nga), auf einer kleinen Ebene im Tal errichtet. Es ist relativ vollständig erhalten. Es wurde 1268 im Stil einer typischen Festungsanlage aus der Zeit der Mongolen-Dynastie erbaut und erstreckt sich über eine Fläche von etwa 45.000 Quadratmetern.

#### Gründer Phagpa
Der mongolische Herrscher Kublai Khan (1215–1294) hatte Buddhas Gebote/Tugendregeln von Phagpa empfangen, letzterer wurde 1260 zum „Reichslehrer“ (tib. go shri; chin. guoshi) ernannt, 1270 zum „Kaiserlichen Lehrer“ (tib. ti shri; chin. dishi). Von da an waren alle dieses Amt bekleidenden sogenannten Kaiserlichen Lehrer Angehörige des Familienzweigs von Könchog Gyelpo (1034–1102) – des Gründers und Oberhaupts der Sakya-Schule – oder Schüler oder Angehörige des Familienzweigs von Sakya Pandita (1182–1251) und Phagpa.

#### Architektur
Eine Besonderheit des Klosters sind seine zwei es umgebenden Schutzmauern, die mit Schießscharten versehen sind, ihre vier Ecken haben Wehrtürme, außen gibt es einen Schutzgraben. Sein Grundriss mit seinen zweifachen Schutzmauern ähnelt der Form des chinesischen Schriftzeichens 回 (huí). Die Anlage gibt eine Vorstellung über den Verteidigungskrieg in seiner Bauzeit.
Die große zweistöckige Versammlungshalle („Sutrahalle“) ist 83,5 m lang, 68,8 m breit und bietet Platz für 7000 Lamas. Es ist die größte derartige Versammlungshalle Tibets. In ihr stehen Statuen des Buddha der Vergangenheit, der Gegenwart und der Zukunft sowie die Statuen von Sakya Pandita und Phagpa.

## „Zweites Dunhuang“

### Kulturgüter
Das Sakya-Kloster ist das erste Kloster der Sakya-Schule. Es verwahrt eine große Anzahl von Kulturgütern, darunter solche aus der Zeit des Sakya-Dharmakönigs Phagpa stammenden Sammlung von tausenden über tausend Jahre alten Büchern und Manuskripten von Sanskrit-Pattrablätter-Sutras und anderen in Tibetisch, Mongolisch und Sanskrit abgefassten Texten, die wegen der hohen und kalten Lage des Klosters gut konserviert sind, außerdem gibt es künstlerisch wertvolle Wandmalereien aus der Mongolen-Zeit (auf denen unter anderem die umfangreichen Bauarbeiten am Südkloster dargestellt sind), Thangkas (tibetische Rollbilder) und eine riesige Menge anderer Kunst- und Kulturschätze, wie z. B. die von der Regierung der Mongolen-Dynastie verliehenen Ernennungsurkunden und Siegel. Die Kulturgüter haben heute als Überreste nach der Zerstörung der Hauptmasse der tibetischen Kulturgüter einen besonders hohen kulturhistorischen Wert, weshalb das Kloster in China auch als die zweite Dunhuang bezeichnet wird, wobei es im Gegensatz zum buddhistischen Kloster Dunhuang in Gansu jedoch auf eine bis heute lebendige Tradition zurückblickt.

### Bibliothek
Die alte Bibliothek des Klosters umfasst über 84.000 Schriftstücke, die in Regalwänden von 60 Metern Länge und 10 Metern Höhe aufbewahrt werden. Buddhologen gehen davon aus, dass die meisten Werke buddhistischen Inhalts sind, aber auch Werke aus Literatur, Geschichte, Philosophie, Astronomie, Mathematik und den Künsten sollen vertreten sein. Die Schriften werden von der Tibetischen Akademie der Sozialwissenschaften (darunter deren ehemaliger Vorsitzender Cewang Junmei) indexiert und digitalisiert.
Darüber hinaus ist das Sakya-Kloster auch im Besitz der Druckstöcke von mehr als zweitausend Werken, zu denen auch die Werke wie die Kurze Sakya-Geschichte, Biographien der Sakya-Hierarchen, Aufzeichnungen über die Weitergabe der Lehre (von Lehrer zu Schüler) in der Sakya-Schule und andere wertvolle Bücher zählen.

## Festivitäten
Das Kloster ist auch für seine zu größeren oder kleineren rituellen Handlungen stattfindenden rituellen Tänze berühmt.

## Denkmal der Volksrepublik China
Das Sakya-Kloster steht seit 1961 auf der Liste der Denkmäler der Volksrepublik China (1-95).
In der Zeit der chinesischen Kulturrevolution wurde das Nordkloster fast vollständig zerstört. Inzwischen sind Teile des Nordklosters restauriert, jedoch nicht zur Besichtigung freigegeben. Die Renovierung des Südklosters ist bis auf Restarbeiten in der Bibliothek abgeschlossen (Stand: Mai 2010).

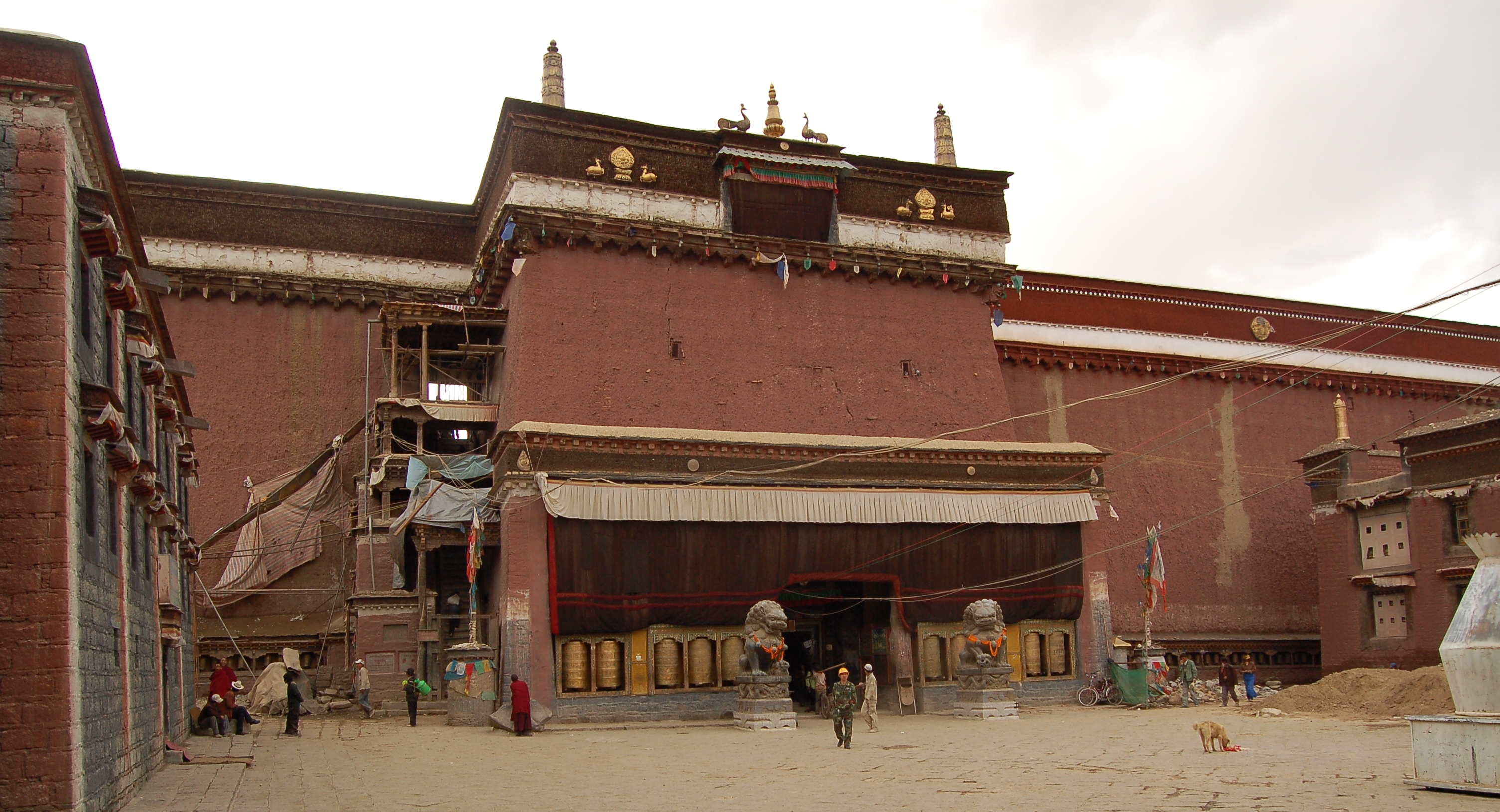
Große Versammlungshalle des Südklosters
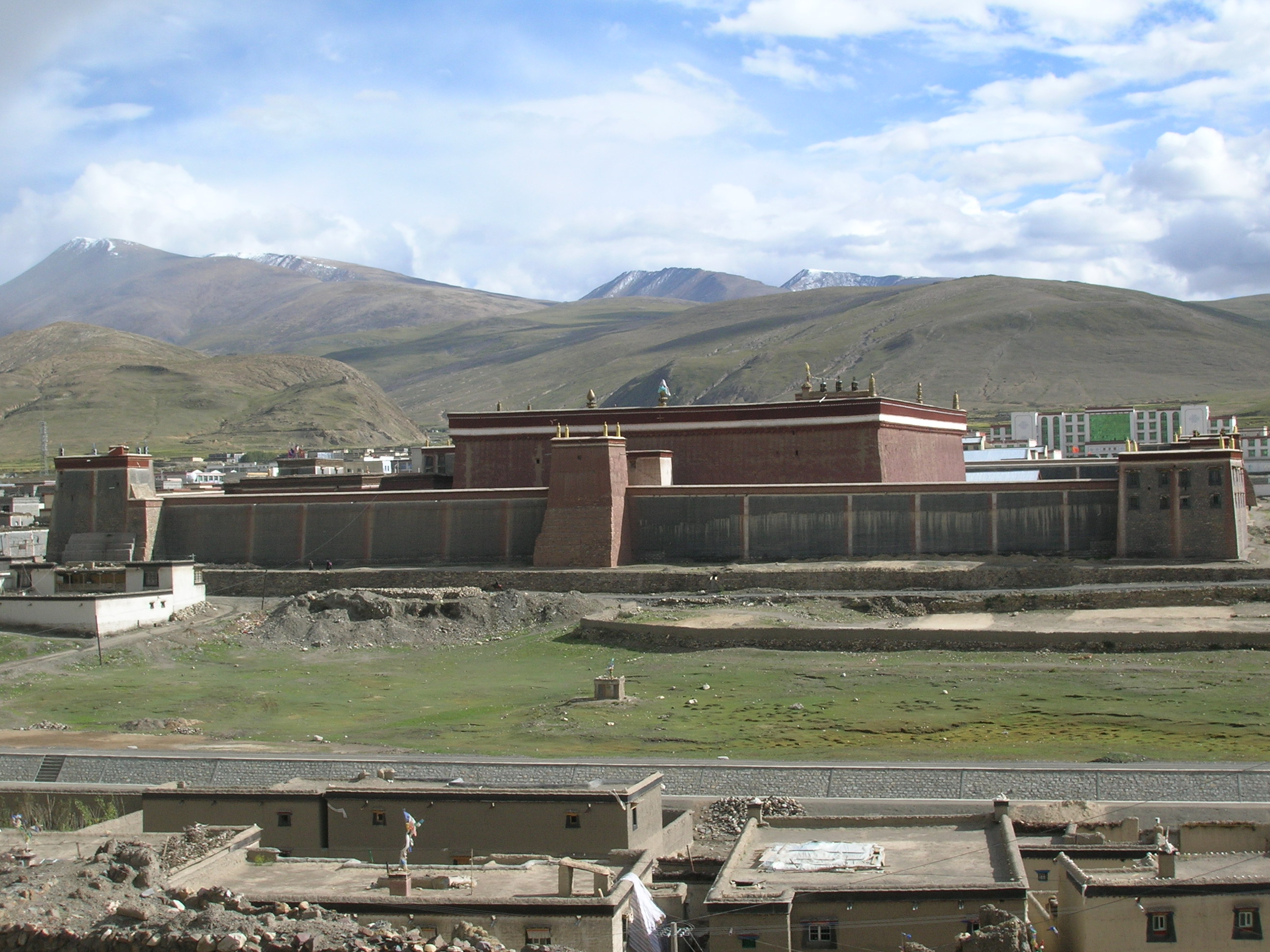
Südkloster
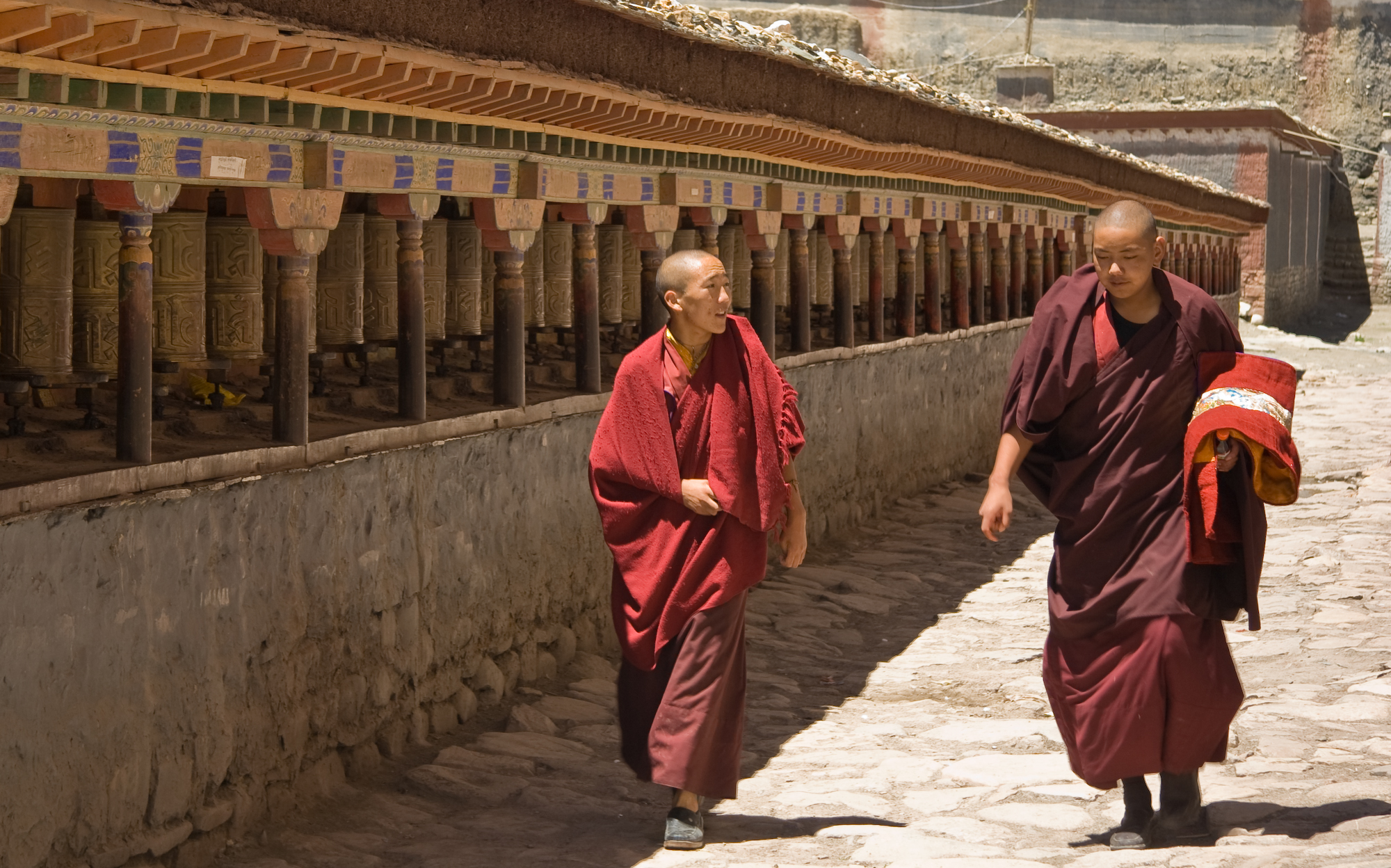
Mönche des Sakya-Klosters
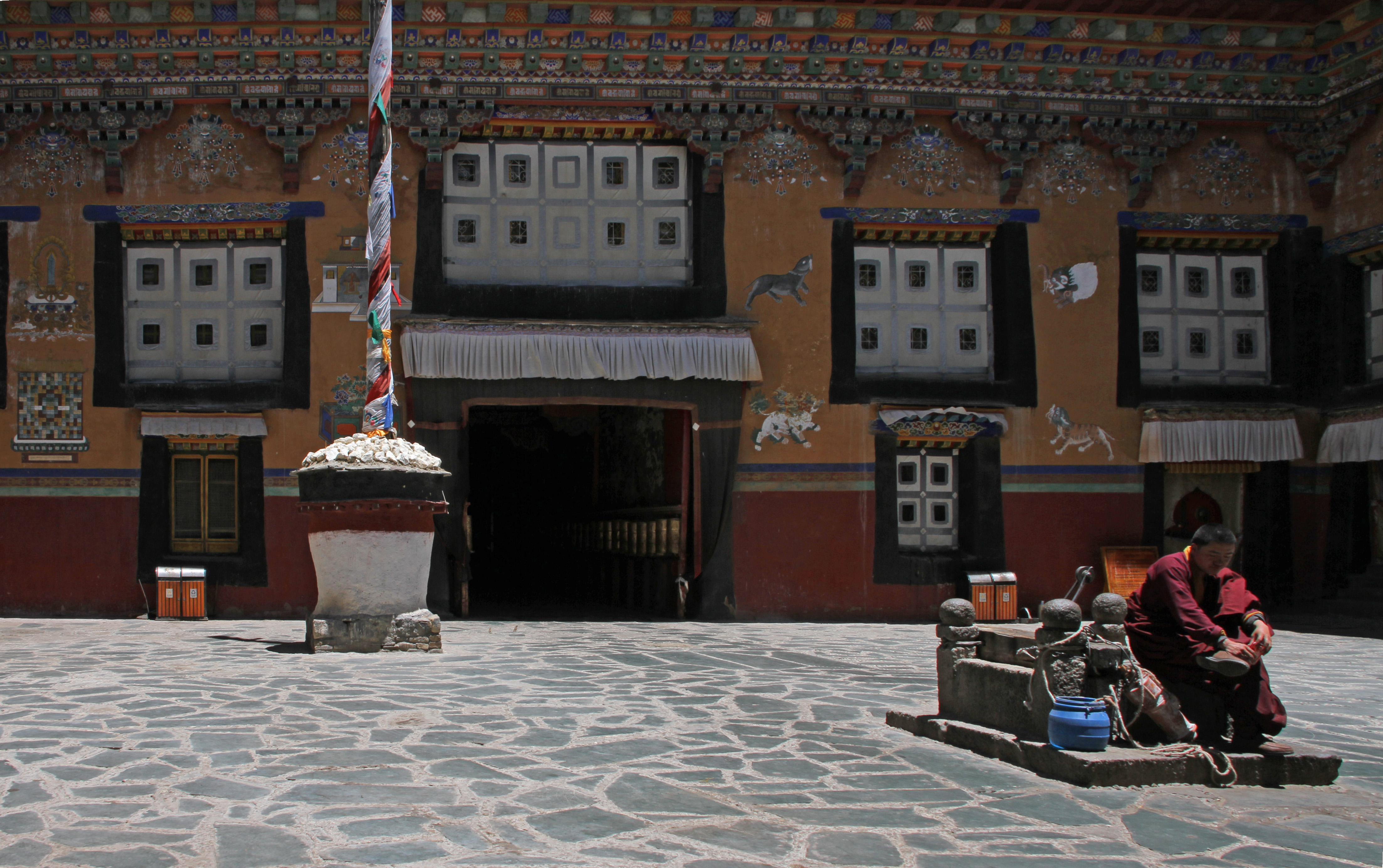
Innenhof des Südklosters

## Weitere Klöster der Sakya-Schule
Der jetzige Sakya Trizin, der Thronhalter der Sakyapa, ging 1959 nach Indien ins Exil und lebt heute in Dehradun (siehe Hauptartikel Ngawang Künga Thegchen Pelbar). Sein Sohn Dungsey Gyana Vajra (* 1979) ist Mönch und der Direktor des indischen Sakya-Klosters. Ein weiteres Sakya-Kloster befindet sich im Greenwood District von Seattle.